# Цеберківська сільська рада
Цеберківська сільська рада (до 1946 року — Сяберська сільська рада) — колишня адміністративно-територіальна одиниця та орган місцевого самоврядування у Мархлевському (Довбишському) і Баранівському районах Волинської округи, Київської та Житомирської областей Української РСР з адміністративним центром у селі Цеберка.

## Населені пункти
Сільській раді на час ліквідації були підпорядковані населені пункти:
- с. Цеберка;
- х. Улянівка.

## Населення
У 1926 році чисельність населення сільської ради становила 1 045 осіб, з них 768 (73,5 %) — особи польської національності. Кількість селянських господарств — 217.
Кількість населення ради станом на 1931 рік становила 1 144 особи.

## Історія та адміністративний устрій
Створена 19 серпня 1925 року як Сяберська сільська рада, в складі с. Сяберка та колонії Юліянівка Фрідрихівської сільської ради Миропільського району з підпорядкуванням новоутвореному Довбишському району Житомирської (згодом — Волинська) округи. Станом на 1929 рік у підпорядкуванні значилися населені пункти Улянівка-Польська та Улянівка-Німецька. 17 жовтня 1935 року сільську раду передано до складу Баранівського району Київської області. У 1941 році адміністративний центр ради перенесено до кол. Юліянівка (згодом — Улянівка), на 1 жовтня 1941 року іменується як Юльянівська сільська рада.
7 червня 1946 року, відповідно до указу Президії Верховної ради Української РСР «Про збереження історичних найменувань та уточнення і впорядкування існуючих назв сільрад і населених пунктів Житомирської області», Сяберську сільську раду перейменовано на Цеберківську через перейменування її адміністративного центру на с. Цеберка.
Станом на 1 вересня 1946 року сільська рада входила до складу Баранівського району Житомирської області, на обліку в раді перебували с. Цяберка та хутір Улянівка.
Ліквідована 11 серпня 1954 року, відповідно до указу Президії Верховної ради Української РСР «Про укрупнення сільських рад по Житомирській області», територію та населені пункти ради приєднано до складу Жаборицько-Гутянської сільської ради Баранівського району Житомирської області.